# Xestia bdelygma
Xestia bdelygma là một loài bướm đêm trong họ Noctuidae.